# Baggio Rakotomenjanahary
Pour les articles homonymes, voir Baggio.
John Baggio Rakotomenjanahary plus connu sous le nom de "Baggio" est un footballeur malgache né le 19 décembre 1991. il joue au poste de milieu offensif

## Palmarès
- Champion de Madagascar (1),
  - 2008 avec l'Académie Ny Antsika
- Coupe Régionale de France (1),
  - 2011 avec l'US Stade Tamponnaise
- Coupe de la Réunion (1),
  - 2012 avec l'US Stade Tamponnaise
- Coupe des clubs champions de l'océan Indien (1)
  - 2011 avec l'US Stade Tamponnaise
- Coupe de Thaïlande
  - 2016 avec Sukhothai FC